# مائورو مورتی
مائورو مورتی (انگلیسی: Mauro Moretti؛ زادهٔ ۲۹ اکتبر ۱۹۵۳) سیاست‌مدار، کارآفرین، بازرگان و مدیر ارشد اجرایی ایتالیایی است، که اکنون به‌عنوان مدیر عامل اجرایی شرکت فین‌مکانیکا فعالیت می‌کند.